# یان میژو
یان میژو (انگلیسی: Yan Meizhu؛ زادهٔ ۲۸ ژانویهٔ ۱۹۸۹) بازیکن زن هندبال اهل چین است. وی در بازی‌های المپیک تابستانی ۲۰۰۸ شرکت کرده‌است.